# Forlaget Bebop
Forlaget Bebop är ett danskt bokförlag som startade år 2000, då de första fyra böckerna utkom. Bebop utger företrädesvis tolkningar av utländska poeter ur det tidiga 1900-talets banbrytande europeiska modernistgeneration. Det typiska för Bebop och ytterst ovanliga för svensk del är att dessa tolkningar sällan är urvalsvolymer utan samlingar i sin helhet. Vid sidan av poesi utges även böcker av och om internationella bildkonstnärer. Enkla återutgivningar av väsentliga danska diktsamlingar förekommer också. 
Vid årsskiftet 2008-09 blev förlaget en del av ett annat danskt förlag som heter Tiderne Skifter. Detta förlag grundades 1973 och utger dansk och utländsk skönlitteratur samt kultur- och debattböcker. Bebop har dock behållit sin egenart.
Till dags dato (år 2013) har Bebop utgivit böcker av och om Hans Arp, Hugo Ball, Bodil Bech, Blaise Cendrars, Robert Desnos, Paul Éluard, Rupprecht Geiger, Yvan Goll, Lars Gundersen, Uffe Harder, Vicente Huidobro, Per Højholt, F. P. Jac, J.P. Jacobsen, Wassily Kandinsky, Per Kirkeby, Yves Klein, Marianne Larsen, Jørgen Leth, Mina Loy, Cecilie Løveid, Eske K. Mathiesen, Lars Movin, Steen Møller Rasmussen, Paul van Ostaijen, Cesare Pavese, Francis Picabia, Raymond Radiguet, Pierre Reverdy, Asger Schnack, Philippe Soupault, Gertrude Stein, Karen Stougård Hansen, Dan Turèll, Tristan Tzara, Torben Ulrich, Boris Vian och Morti Vizki. 